# 苏文金
苏文金（1956年11月—），广东潮阳人，汉族，中华人民共和国政治人物。加入中国农工民主党。法国巴黎第十一大学药学院微生物学专业毕业。
曾任农工党中央委员教育工作委员会副主任、集美大学校长。2017年2月，不再担任集美大学校长。
2008年，当选第十一届全国人民代表大会福建地区代表。2013年，当选第十二届全国人民代表大会福建地区代表。